# Fiona Shaw

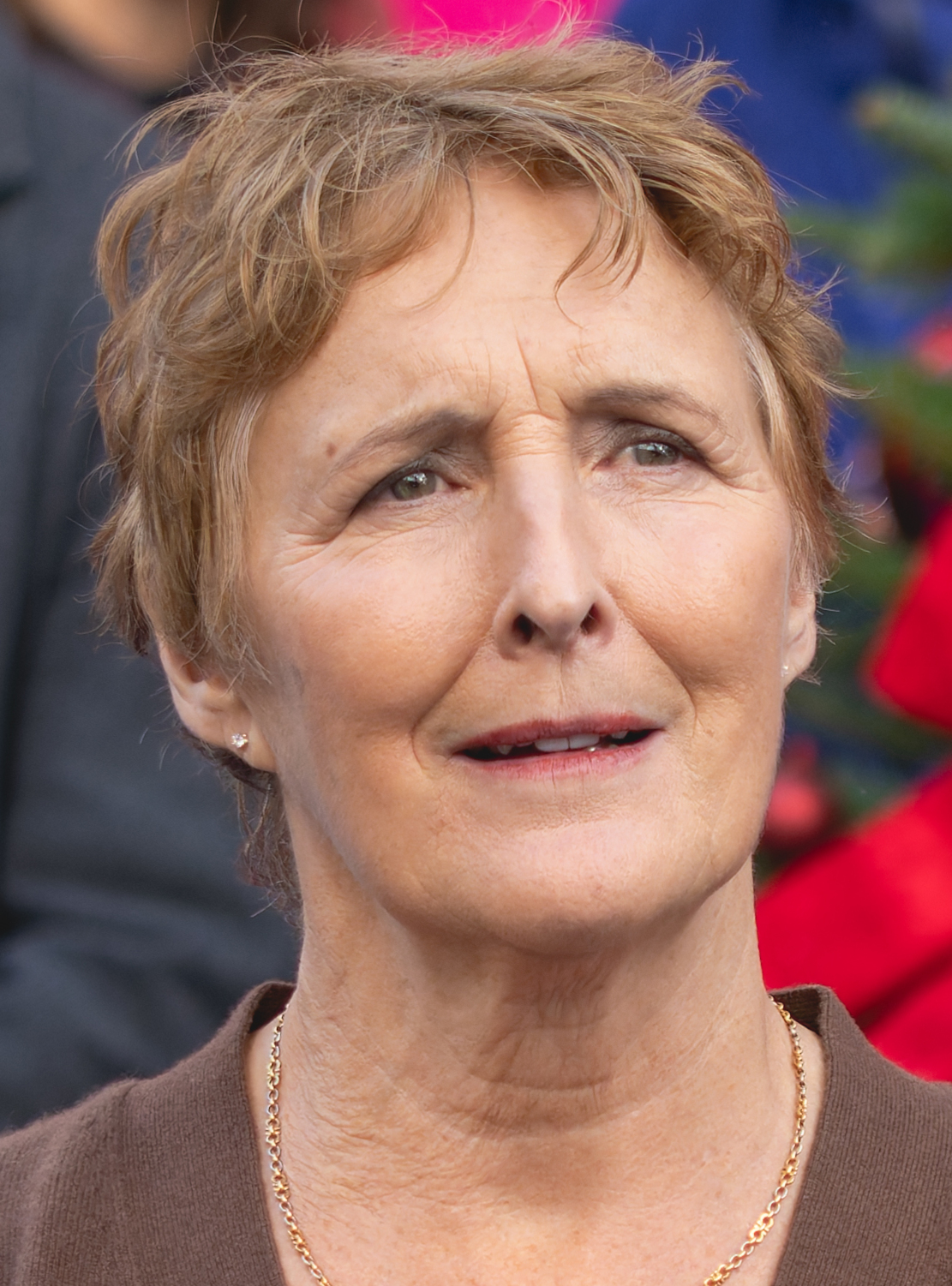
Fiona Shaw (2024)

Fiona Shaw, CBE (* 10. Juli 1958 als Fiona Mary Wilson in Cobh, County Cork), ist eine irische Film- und Theaterschauspielerin.

## Biografie
Die Tochter eines Augenarztes und einer Physikerin studierte Philosophie am University College Cork und besuchte die Royal Academy of Dramatic Art. 1996 verbrachte sie zwei Wochen in einem Kloster der Benediktinerinnen. Das Tagebuch, das sie über ihre Erfahrungen in dieser Zeit führte, wurde in Großbritannien auf BBC Radio 4 ausgestrahlt. Derzeit lebt sie in London. Sie ist seit 2018 mit der Ökonomin Sonali Deraniyagala verheiratet.

## Karriere
Fiona Shaw zählt zu den bekanntesten Theaterschauspielerinnen in Großbritannien und machte sich vor allem als Darstellerin von klassischen Stücken einen Namen. So spielte sie unter anderem in Richard II. von 1995 den Protagonisten in einer Hosenrolle. 2009 spielte sie in Mutter Courage und ihre Kinder erneut die Titelrolle. Auch in Film und Fernsehen war Shaw in vielen Produktionen klassischer Stücke und Romane vertreten, wie zum Beispiel Hedda Gabler, Anna Karenina, Jane Eyre oder Jane Austens Verführung. Seit 2010 ist Shaw nachdem sie sich etwas auf Film und Fernsehen konzentriert hatte, wieder verstärkt auf der Theaterbühne aktiv und trat beispielsweise in einem Stück im Royal National Theatre auf. Ebenfalls 2010 trat sie im Theater von Dublin neben Alan Rickman und Lindsay Duncan im Stück John Gabriel Borkman auf.
Darüber hinaus wirkte Shaw auch in zahlreichen Spielfilmen mit und zeigte sowohl in Mit Schirm, Charme und Melone als auch in Undercover Blues – Ein absolut cooles Trio ihr komödiantisches Talent. Beim jüngeren Publikum ist die Schauspielerin vor allem für ihre Darstellung der Tante Petunia Dursley in den Verfilmungen der Harry-Potter-Romane bekannt, bei Erwachsenen als Darstellerin der Marnie in der Serie True Blood. 2022 war Shaw als Maarva Andor, der Mutter der Hauptfigur, Teil der Star-Wars-Serie Andor.
Im Sommer 2024 wurde Shaw Mitglied der Academy of Motion Picture Arts and Sciences.

## Filmografie (Auswahl)

### Filme
- 1984: The Man Who Shot Christmas (Regie: Diana Patrick)
- 1985: Sacred Hearts (Regie: Barbara Rennie)
- 1985: Love Song (Fernsehfilm) (Regie: Rodney Bennett)
- 1989: Mein linker Fuß (My Left Foot) (Regie: Jim Sheridan)
- 1990: Land der schwarzen Sonne (Mountains of the Moon) (Regie: Bob Rafelson)
- 1990: Drei Männer und eine kleine Lady (Three Men and a Little Lady) (Regie: Emile Ardolino)
- 1991: London schafft alle (London kills me) (Regie: Hanif Kureishi)
- 1992: Maria’s Child (Regie: Malcom McKay)
- 1993: Undercover Blues – Ein absolut cooles Trio (Undercover Blues) (Regie: Herbert Ross)
- 1993: Super Mario Bros. (Regie: Annabel Jankel und Rocky Morton)
- 1994: Seascape (Fernsehfilm) (Regie: Thaddeus O’Sullivan)
- 1995: The Waste Land (Kurzfilm) (Regie: Deborah Warner)
- 1995: Jane Austens Verführung (Persuasion) (Regie: Roger Michell)
- 1996: Jane Eyre (Regie: Franco Zeffirelli)
- 1997: Der Schlächterjunge (The Butcher Boy) (Regie: Neil Jordan)
- 1997: Anna Karenina
- 1998: Mit Schirm, Charme und Melone (The Avengers) (Regie: Jeremiah S. Chechik)
- 1999: The Last September (Regie: Deborah Warner)
- 1999: Citizen Kane – Die Hollywood-Legende (RKO 281, Fernsehfilm) (Regie: Benjamin Ross)
- 2001: Mind Games (Fernsehfilm) (Regie: Richard Standeven)
- 2001: The Seventh Stream (Fernsehfilm) (Regie: John Gray)
- 2001: Harry Potter und der Stein der Weisen (Harry Potter and the Philosopher’s Stone) (Regie: Chris Columbus)
- 2001: The Triumph of Love (Regie: Clare Peploe)
- 2002: Harry Potter und die Kammer des Schreckens (Harry Potter and the Chamber of Secrets) (Regie: Chris Columbus)
- 2002: Doctor Sleep (Regie: Nick Willing)
- 2004: Harry Potter und der Gefangene von Askaban (Harry Potter and the Prisoner of Azkaban) (Regie: Alfonso Cuarón)
- 2005: Midsummer Dream (Regie: Ángel de la Cruz und Manuel Goméz Pereira)
- 2006: The Black Dahlia (Regie: Brian De Palma)
- 2006: Lieben und lassen (Catch and Release) (Regie: Susannah Grant)
- 2007: Das perfekte Verbrechen (Fracture) (Regie: Gregory Hoblit)
- 2007: Harry Potter und der Orden des Phönix (Harry Potter and the Order of the Phoenix) (Regie: David Yates)
- 2009: Das Bildnis des Dorian Gray (Dorian Gray) (Regie: Oliver Parker)
- 2010: Harry Potter und die Heiligtümer des Todes – Teil 1 (Harry Potter and the Deathly Hallows: Part 1) (Regie: David Yates)
- 2011: The Tree of Life (Regie: Terrence Malick)
- 2015: Pixels (Regie: Chris Columbus)
- 2017: Untitled (Stimme)
- 2018: Lizzie Borden – Mord aus Verzweiflung (Lizzie) (Regie: Craig William Macneill)
- 2018: Colette (Regie: Wash Westmoreland)
- 2020: Ammonite
- 2020: Enola Holmes
- 2020: Kindred
- 2024: IF: Imaginäre Freunde (IF)
- 2024: Ein klitzekleines Weihnachtswunder (That Christmas) (Stimme)
- 2025: Hot Milk
- 2025: Echo Valley

### Fernsehserien
- 1984: Sherlock Holmes (Episode 1x05 Der verkrüppelte Mann) (Regie: Alan Grint)
- 1991: For the Greater Good (2 Episoden)
- 1992: Shakespeare: The Animated Tales (Miniserie, Episode 1x06, Stimme)
- 2000: Gormenghast (Miniserie, 4 Episoden, Regie: Andy Wilson)
- 2001: Mind Games (Regie: Richard Standeven)
- 2005: Empire (Miniserie, 3 Episoden)
- 2011: True Blood (11 Episoden)
- 2013: Agatha Christie’s Marple (Episode 6x02 Greenshaws Monstrum)
- 2016: Channel Zero (Channel Zero: Candle Cove, 6 Episoden)
- 2017: Inside No. 9 (Episode 3x06 Private View, Regie: Guillem Morales)
- 2018–2022: Killing Eve (31 Episoden)
- 2019: Fleabag (Episode 2x02)
- 2020: Baptiste (6 Episoden)
- 2022: Andor (5 Episoden)
- 2024: True Detective (5 Episoden)
- 2024: Bad Sisters (8 Episoden)

## Auszeichnungen und Nominierungen
- 1990: „Laurence Olivier Theatre Award“ als Beste Schauspielerin (Saison 1989) für „New Play for Electra“ (Elektra), „As You Like It“ (Wie es euch gefällt) und „The Person of Sichuan“ (Der gute Mensch von Sezuan)
- 1992: der Preis der Londoner Kritiker für ihre Darstellung der „Hedda Gabler“
- 1996: Nominierung für den Chlotrudis Award als beste Nebendarstellerin in Jane Austens Verführung
- 1997: Ehrendoktorwürde der National University von Irland
- 1994: „Laurence Olivier Theatre Award“ als Beste Schauspielerin (Saison 1993) am „Royal National Theatre“ London für „Machinal“
- 2001: C.B.E. (Commander of the Order of the British Empire)
- 2001: Ehrendoktorwürde des Trinity College Dublin
- 2002: „London Evening Standard Theatre Award“ als Beste Schauspielerin in „Medea“ am Queen’s Theatre in London
- 2003: Nominiert für den „Tony Award“ als Beste Schauspielerin für ihre Darstellung der Titelrolle in „Medea“